# Ewa Rosiak
Ewa Rosiak (ur. 13 października 1991) – polska lekkoatletka, specjalizująca się w skoku w dal.
Zawodniczka KS Stal Ostrów Wlkp. Wicemistrzyni Polski w 2016 i 2017 oraz brązowa medalistka mistrzostw Polski w 2015 w skoku w dal. W tej konkurencji zdobyła również m.in. dwa srebrne medale halowych mistrzostw Polski (2016 i 2017) oraz dwa brązowe medale młodzieżowych mistrzostw Polski (2011 i 2013).
Rekordy życiowe: skok w dal - 6,33 (2016), trójskok - 12,35 (hala, 2015).